# Surtauville
Surtauville ist eine französische Gemeinde mit 489 Einwohnern (Stand 1. Januar 2022) im Département Eure in der Region Normandie (vor 2016 Haute-Normandie); sie gehört zum Arrondissement Les Andelys und zum Kanton Pont-de-l’Arche. Die Einwohner werden Surtauvillais genannt.

## Geographie
Surtauville liegt etwa 27 Kilometer südlich von Rouen. Umgeben wird Surtauville von den Nachbargemeinden Vraiville im Nordwesten und Norden, La Haye-Malherbe im Nordosten, Crasville im Osten, Quatremare im Osten und Südosten, Venon im Süden sowie Daubeuf-la-Campagne im Westen.

## Bevölkerungsentwicklung
| Jahr                       | 1962 | 1968 | 1975 | 1982 | 1990 | 1999 | 2006 | 2019 |
| Einwohner                  | 239  | 246  | 308  | 284  | 334  | 355  | 400  | 491  |
| Quellen: Cassini und INSEE |      |      |      |      |      |      |      |      |

## Sehenswürdigkeiten
- Kirche Notre-Dame aus dem 13. Jahrhundert, spätere Umbauten
- Friedhofskreuz aus dem 16. Jahrhundert, Monument historique seit 1977

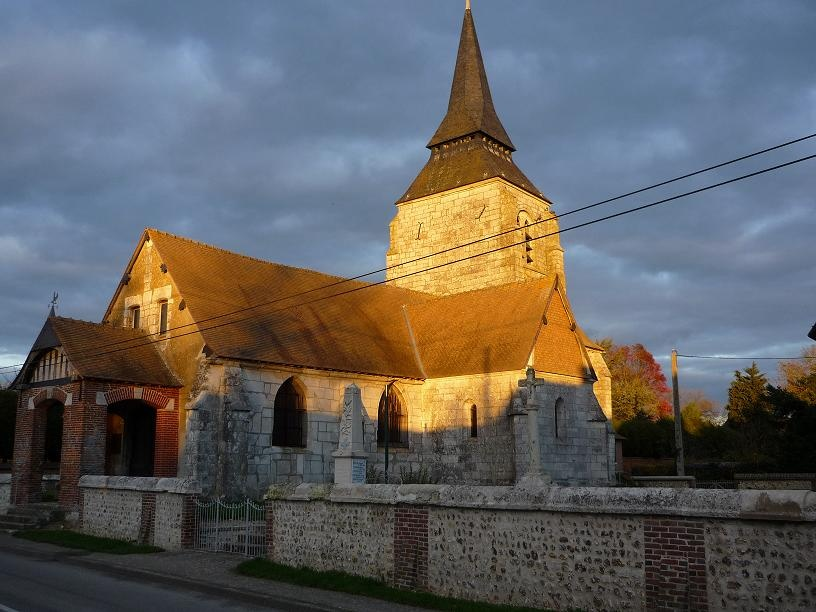
Kirche Notre-Dame

- Pfarrhaus aus dem 17. Jahrhundert